# رمان عاشقانه

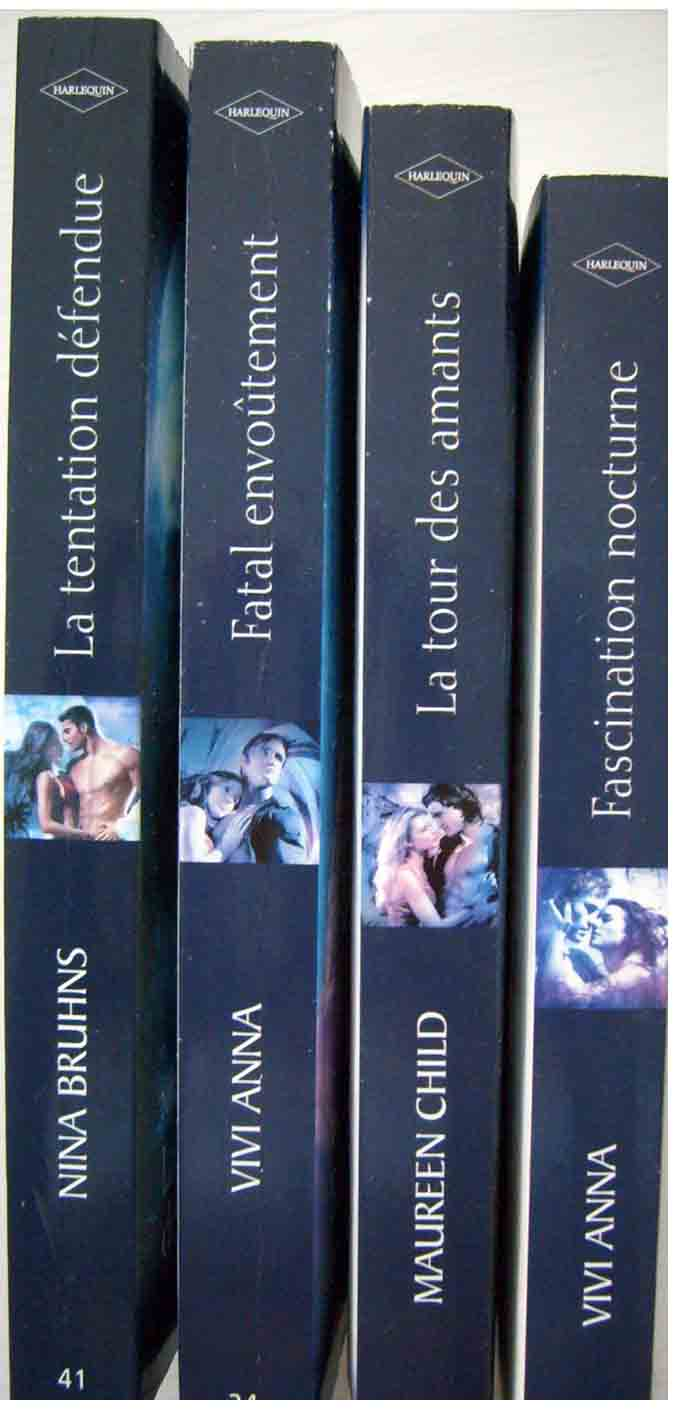

رمان رمانتیک یک گونه از شیوه‌های نوشتار در ادبیات است. اولویت اصلی در این گونه رمان‌ها توجه به روابط عاشقانه بین دو نفر است. ویژگی بارز این رمان‌ها بیان پر از احساس آن است.
یکی از قدیمی‌ترین رمان‌های رمانتیک، رمان معروف ساموئل ریچاردسن در دههٔ ۱۷۴۰ به نام پاملا است.

## تعریف
طبق تعریف رمانتیک‌نویسان آمریکا، موضوع اصلی یک رمان رمانتیک باید شامل دو نفر که روابطشان را شکل می‌دهند و آن را گسترش می‌دهند، باشد.